# Paul Booth
Pour les articles homonymes, voir Booth.
Paul Booth est un tatoueur né à Boonton New Jersey,  mondialement connu pour son style morbide, sombre et ses qualités de dessinateur et d'artiste.

## Biographie
Sans aucune formation particulière en art et en dessin, il devint l'un des pionniers du tatouage, de l'art en noir et gris, du dessin morbide, satanique.  Booth : « je m'entraînais juste tout seul, faisant des erreurs, en lisant des livres, en partageant des idées avec des amis ».

## Carrière
Grâce à Paul Booth le tatouage est passé de la mode à l'art. Il est connu pour être le tatoueur d' icônes de la scène metal, telles que Kerry King, partant même en tournée avec Slayer lors de la tournée connue sous le nom de Tattoo the Earth, Phil Anselmo (Pantera, Down), des membres du groupe Mudvayne, Lamb of God, Dimmu Borgir, Slipknot et le catcheur de la WWE The Undertaker, etc. Selon Paul Booth, il aurait dû normalement tatouer le bras de Ozzy Osbourne lors du Ozzfest 2006, mais finalement Sharon Osbourne aurait pris peur car elle aurait eu vent d'une discussion de Booth avec le leader de Tool, Maynard James Keenan, où Booth parlait de faire un barbecue cannibale, ce qui fit changer d'avis la femme d'Osbourne !
Il a été consacré « Nouveau roi du tatouage rock » par le magazine Rolling Stone. La liste d'attente serait de près de cinq ans pour avoir le corps orné d'une de ses pièces. Le studio de Booth à New York, The Last Rites Tattoo Theatre, accueille différents artistes tatoueurs mondialement connus qui mettent en application leurs diverses compétences et des techniques variées telles que le free hand ou main levée. Booth a la particularité de tatouer uniquement à la lumière de bougies... Mythe ou réalité ?
Paul Booth a créé lui-même sa société de production, d'où il a récemment édité son film, The ArtFusion Experiment, documentaire sur le mouvement d'art qu'il a créé avec Filip et Titine Leu(ch), réunissant des artistes venant de différents horizons pour créer une forme d'art d'un genre nouveau. Autre documentaire fait par le « prince of darkness » du tatouage, Paul Booth's Last Rites: Volume I, montrant d'où il tire sa créativité : de sa grande passion pour les films d'horreur et de sa vision bizarre sur son art, ce Last Rites Volume I est un mélange de toutes ses influences et autres inspirations, ainsi que de quelques tranches de vie avec lui au studio, ses grands moments avec Kerry King ou Phil Anslemo, lorsqu'ils passent sous ses aiguilles. Touche à tout, il a créé aussi sa bande-son pour ses peintures et illustrations, avec un double cd uniquement composé de musiques, appelé « dark ambient » et reflétant pour chaque titre l'ambiance et la vision de chaque peinture.
Paul Booth anime sa propre émission de radio, Beneath the Needle: Tattoo Radio, sur la station SIRIUS Satellite Radio, où il reçoit des célébrités et les questionne sur leurs tatouages, et passe du death metal et du black metal.